# Bingham River
Bingham River är ett vattendrag i Australien. Det ligger i delstaten Western Australia, omkring 160 kilometer söder om delstatshuvudstaden Perth.
I omgivningarna runt Bingham River växer huvudsakligen savannskog. Runt Bingham River är det mycket glesbefolkat, med 5 invånare per kvadratkilometer. Genomsnittlig årsnederbörd är 785 millimeter. Den regnigaste månaden är september, med i genomsnitt 152 mm nederbörd, och den torraste är februari, med 7 mm nederbörd.